# ENHYPEN
엔하이픈(영어: ENHYPEN)은 대한민국의 7인조 보이 그룹이다. 아이돌 리얼리티 서바이벌 프로그램인 《I-LAND》를 통하여 결성되어 2020년 11월 30일에 데뷔하였으며, 하이브의 레이블인 빌리프랩 소속이다.
팀명은 하이픈이 단어를 이어 새로운 의미를 창출하듯이 사람, 세대, 세계를 연결함으로써 성장하라는 의미를 담고 있다. 팬덤명은 엔진(ENGENE)이다.

## 활동

### 데뷔 전
아이돌 리얼리티 서바이벌 프로그램 《I-LAND》를 통해 연습생 7명을 선정하였다.

### 2020년
엔하이픈은 빌리프랩의 첫 번째 그룹이 되었다. 데뷔 전에 앨범 예약이 30만 장을 돌파했고, 소셜미디어 계정 팔로워가 100만 명, 위버스 가입자는 300만 명을 돌파했다. 2020년 11월 발매했던 데뷔 앨범 중 최고 판매량을 달성했고, 데뷔 2개월만에 신인상 4관왕이라는 기록을 세웠다. 예를 들어 2020년 12월 '더 팩트 뮤직 어워즈'에서 위클리, 크래비티와 함께 '넥스트 리더' 수상을 받았고, 2021년 1월에는 '골든 디스크 어워즈'를 받았다.
11월 30일, 데뷔 앨범인 《BORDER : DAY ONE》을 발매했으며, 총 6곡이 수록되었다. 타이틀곡 'GIVEN-TAKEN'에서는 데뷔가 엔하이픈에게 주어진 것인지, 스스로 쟁취한 것인지에 대한 물음을 담고 있다.
12월 31일, 빅히트 레이블스의 합동공연 '2021 뉴 이어스 이브 라이브(2021 NEW YEAR'S EVE LIVE)'에서 첫 무대를 했다.

### 2021년
2월 6일부터 7일까지 첫 팬미팅 〈EN-CONNECT〉을 열었다.
4월 26일, 두 번째 미니 앨범인 《BORDER : CARNIVAL》을 발매하며 컴백을 했다. 타이틀 곡은 'Drunk-Dazed'이다. 이 앨범은 선주문량 45만 장을 기록했다. 일본 TBS '하야도키(はやドキ！)', '아사찬(あさチャン!)', 후지TV '메자마시 TV(めざましテレビ)' 등에서 조명되면서 일본에서도 인기를 얻었다.
5월 4일, 음악 방송에서 데뷔 후 첫 1위를 하였다. 5월 30일, SBS 인기가요에서 음악방송을 마무리했다. 6월 10일부터 자체 예능인 '엔어클락'(EN- O'CLOCK)을 공개했다.
7월 6일, 일본 데뷔 싱글 《BORDER : 儚い》를 통해 일본 시장에도 진출했다.
10월 12일, 첫 번째 정규 앨범인 《BORDER : 儚い》을 발매하며 컴백을 했다. 타이틀 곡은 'Tamed-Dashed'이다. 데뷔를 앞두고 복잡한 감정을 느낀 '보더(BORDER)' 시리즈와는 달리, '디멘션(DIMENSION)' 시리즈로 새로운 감정을 표현했다는 스토리를 담았다.

### 2022년
1월 10일, 첫 번째 정규 리패키지 앨범인 《DIMENSION : ANSWER》을 발매하며 컴백을 했다. 타이틀 곡은 'Blessed-Cursed'이다.
2월 22일, 일본 디지털 싱글 앨범 《Always》을 발매했다.
5월 3일, 일본 싱글 2집 앨범 《DIMENSION : 閃光》을 발매했다.
7월 4일, 세 번째 미니 앨범 《MANIFESTO : DAY 1》을 발매했다.
10월 26일, 일본 첫 정규 앨범 《定め》를 발매했다.

### 2023년
5월 22일, 네 번째 미니 앨범 《DARK BLOOD》를 발매했다.
8월 2일, 일본 선공개 싱글 앨범 《BLOSSOM》를 발매했다.
9월 5일, 일본 싱글 3집 앨범 《結 -YOU-》를 발매했다.
11월 17일, 다섯 번째 미니 앨범 《ORANGE BLOOD》를 발매했다.

### 2024년
7월 12일, 두 번째 정규 앨범 《ROMANCE : UNTOLD》를 발매했다.
11월 11일, 두 번째 정규 리패키지 앨범《ROMANCE : UNTOLD -daydream-》을 발매했다.

### 2025년
6월 5일, 여섯 번째 미니 앨범 《DESIRE : UNLEASH》를 발매했다.

## 구성원
| 이름   | 소개 |
| ------ | --- |
| 정원   | - 본명 : 양정원 - 출생 : 2004년 2월 9일(21세), 대한민국 서울특별시                                                                            |
| 희승   | - 본명 : 이희승 - 출생 : 2001년 10월 15일(23세), 대한민국 경기도 남양주시                                                                     |
| 제이   | - 본명 : 박종성 - 출생 : 2002년 4월 20일(23세), 미국 워싱턴주 시애틀 - 국적: 대한민국, 미국                                                   |
| 제이크 | - 본명 : 심재윤 - 출생 : 2002년 11월 15일(22세), 대한민국 서울특별시 - 국적: 대한민국, 호주                                                   |
| 성훈   | - 본명 : 박성훈 - 출생 : 2002년 12월 8일(22세), 대한민국 충청남도 천안시 - 학력 : 판곡고등학교 졸업 - 특이사항 : 피겨스케이팅 선수로 활동했음 |
| 선우   | - 본명 : 김선우 - 출생 : 2003년 6월 24일(22세), 대한민국 경기도 수원시                                                                        |
| 니키   | - 본명 : 니시무라 리키 - 출생 : 2005년 12월 9일(19세), 일본 오카야마현                                                                        |

## 음반 외 활동 목록
- ENHYPEN & HI
- 주간아이돌
- EN o'CLOCK
- EN-note

## 수상 목록

### 가요 프로그램 1위
| 연도            | 수상 내역 (총 19회) |
| --------------- | --- |
| 2021년 (총 6회) | - Drunk-Dazed (총 3회) - 5월 4일 SBS MTV 《더 쇼》 더 쇼 초이스 - 5월 5일 MBC M 《쇼 챔피언》 챔피언 송 - 5월 7일 KBS2 《뮤직뱅크》 K-Chart 1위 - Tamed-Dashed (총 3회) - 10월 19일 SBS MTV 《더 쇼》 더 쇼 초이스 - 10월 20일 MBC M 《쇼 챔피언》 챔피언 송 - 10월 22일 KBS2 《뮤직뱅크》 K-Chart 1위 |
| 2022년 (총 5회) | - Blessed-Cursed (총 2회) - 1월 19일 MBC M 《쇼 챔피언》 챔피언 송 - 1월 21일 KBS2 《뮤직뱅크》 K-Chart 1위 - Future Perfect (Pass the Mic) (총 3회) - 7월 12일 SBS MTV 《더 쇼》 더 쇼 초이스 - 7월 13월 MBC M 《쇼 챔피언》 챔피언 송 - 7월 15일 KBS2 《뮤직뱅크》 K-Chart 1위                       |
| 2023년 (총 3회) | - Bite Me (총 2회) - 6월 1일 Mnet 《엠카운트다운》 1위 - 6월 2일 KBS2 《뮤직뱅크》 K-Chart 1위 - Sweet Venom (총 1회) - 11월 24일 KBS2 《뮤직뱅크》 K-Chart 1위 |
| 2024년 (총 2회) | - XO (Only If You Say Yes) (총 2회) - 7월 19일 KBS2 《뮤직뱅크》 K-Chart 1위 - 7월 21일 SBS 《SBS 인기가요》1위 |
| 2025년 (총 3회) | - Bad Desire (With or Without You) (총 3회) - 6월 12일 Mnet 《엠카운트다운》 1위 - 6월 13일 KBS2 《뮤직뱅크》 K-Chart 1위 - 6월 15일 SBS 《SBS 인기가요》1위 |

### 시상식
- 2021년 제23회 엠넷 아시안 뮤직 어워드 남자 신인상
- 2021년 제35회 골든디스크 시상식 남자 신인상
- 2021년 제10회 가온차트 뮤직 어워즈 올해의 신인상
- 2021년 제30회 하이원 서울가요대상 남자 신인상
- 2021년 더 팩트 뮤직 어워즈 올해의 아티스트상
- 2021년 제6회 아시아 아티스트 어워즈 베스트 아티스트상
- 2021년 제6회 아시아 아티스트 어워즈 남자 신인상
- 2021년 멜론뮤직어워즈 글로벌 라이징 아티스트상
- 2022년 골든디스크 어워즈 디지털 음반 부문 본상
- 2022년 제31회 하이원 서울가요대상 본상
- 2022년 제31회 하이원 서울가요대상 베스트 퍼포먼스상
- 2022년 제11회 가온차트 뮤직 어워즈 올해의 월드 루키상
- 2022년 멜론 뮤직 어워즈 1theK 글로벌 아이콘상
- 2022년 엠넷 아시안 뮤직 어워즈 월드 와이드 팬스 초이스상
- 2023년 골든디스크 시상식 음반부문 본상
- 2023년 30주년 한터뮤직 어워즈 2022 본상
- 2023년 써클차트 뮤직 어워즈 올해의 핫퍼포먼스상
- 2023년 엠넷 아시안 뮤직 어워즈 월드와이드 팬스 초이스상
- 2024년 제38회 골든디스크 시상식 음반 부문 본상
- 2024년 31주년 한터뮤직어워즈 2023 올해의 아티스트 본상
- 2024년 엠넷 아시안 뮤직 어워즈 팬스 초이스상
- 2025년 제39회 골든디스크 시상식 글로벌 K팝 아티스트상
- 2025년 제39회 골든디스크 시상식 FANS CHOICE with 농심 신라면
- 2025년 제39회 골든디스크 시상식 디지털 음반 부문 본상
- 2025년 한터뮤직어워즈 올해의 아티스트 본상
- 2025년 제1회 디 어워즈 디 어워즈 딜라이츠 블루 라벨상
- 2025년 제1회 디 어워즈 베스트 투어상
- 2025년 제1회 디 어워즈 베스트 그룹상
- 2025년 제1회 디 어워즈 유픽 인기상 베스트 남자 그룹상
- 2025년 제1회 디 어워즈 올해의 앨범상
- 2025년 2025 아시아 스타 엔터테이너 어워즈 톱 투어링 아티스트상
- 2025년 2025 아시아 스타 엔터테이너 어워즈 더 플래티넘상
- 2025년 2025 아시아 스타 엔터테이너 어워즈 앨범 오브 디 이어상
- 2025년 제34회 서울가요대상 본상

## 같이 보기
- I-LAND